# 上郷村 (新潟県中頸城郡)
上郷村（かみごうむら）は、かつて新潟県中頸城郡にあった村。

## 沿革
- 1901年（明治34年）11月1日 - 中頸城郡瑞穂村、長沢村が合併し、猿橋村（さるはしむら）が発足。
- 1903年（明治36年）8月14日 - 名称を上郷村に改称。
- 1954年（昭和29年）11月1日 - 中頸城郡新井町、矢代村、斐太村、鳥坂村、水上村、泉村、平丸村、和田村（一部）と合併し、市制施行して新井市となり消滅。